# Língua pawnee
A língua Pawnee faz parte da família das línguas caddoanas, sendo falada por cerca de uma centena dentre 2500 pessoas da etnia indígena Pwanee que vive no centro-norte de Oklahoma. O território tradicional dos Pwanees era ao longo do  rio Platte no que é hoje Nebraska.

## Dialetos
Evidenciam-se dois dialetos Pawnee: O “South Band e o Skiri. Os dois se distinguem em alguns aspectos da fonética e pelo vocabulário.

## Escrita
A língua Pawnee usa uma forma do alfabeto latino bem simplificada, a qual não apresenta letras B, D, F, G, J, L, M, Q, V, Y, Z, pois sua fonologia é bem reduzida. As vogais são as quatro tradicionais (não há a vogal “O”) na forma simples ou duplicada (vogal longa).

### Consoantes
| Letra | Som (IPA) | Equivalência - Inglês |
| ----- | --------- | --------------------- |
| p     | p         | poke, cup             |
| t     | t         | top, cat              |
| k     | k         | cool, stuck           |
| c     | ʃ ~ ts    | shell, push ~ pants   |
| s     | s         | silly, face           |
| h     | h         | heart, ahead          |
| r     | r         | car, ferry            |
| w     | w         | wacky, away           |
| ′     | ʔ         | The "-" in uh-oh      |

### Vogais
| Letra | Som (IPA) | Equivalente - Inglês |
| ----- | --------- | -------------------- |
| i     | ɪ         | sit                  |
| ii    | i         | feed                 |
| e     | ɛ         | red                  |
| ee    | eɪ        | paid                 |
| a     | ʌ         | nut                  |
| aa    | ɑ         | father               |
| u     | ʊ         | book                 |
| uu    | u         | rude                 |

## Fonologia
A fonologia aqui apresentada é do dialeto South Band.

### Consoantes
Pawnee tem oito sons consoantes e, conforme a análise feita, pode ter uma nona consoante dependendo da consoante glotal ficar no meio ou no fim da palavra.
|             | Bilabial | Alveolar | Velar | Glotal |
| ----------- | -------- | -------- | ----- | ------ |
| Oclusiva    | p        | t        | k     | (ʔ)    |
| Africada    |          | ts       |       |        |
| Rótica      |          | r        |       |        |
| Fricativa   |          | s        |       | h      |
| Aproximante |          |          | w     |        |

- /ʔ/ é previsível quando está no meio de palavras. Porém, mesmo que /ʔ/ não seja tão previsível nos finais de palavras, pode ser uma consoante fonêmica..

### Vogais
Pawnee apresenta as quatro vogais A, E, I e U nas formas longa e curta.
|              | Anterior | Posterior |
| ------------ | -------- | --------- |
| Fechada      | i/iː     | u/uː      |
| Aberta média | e/eː     | a/aː      |

## Gramática
Pawnee é uma língua polissintética que e apresenta características de língua ergativa-absolutiva para substantivos e verbos.

## Amostra de texto
Em Pawnee Skiri
Faz o sampley de guitarra, tiranda do cola

Português

Ele foi. E ele foi. Aí, ele foi. E ele foi. Em tudo de uma vez havia montanhas. E ele passou. E ele suspeitava. Uma pessoa veio. E pensou: "Estou pronto". Então ele foi .